# Confluenta (Duratón)
Confluenta o Confluentia (griego Kómfloenta) fue un antiguo municipium romano de la provincia Hispania Citerior, conocido solamente por un texto del autor griego Ptolomeo (2.5.55N) en el s. II d. C., que la cita como pólis entre los arévacos. El centro urbano de esta civitas se localizaba probablemente en el actual yacimiento arqueológico de Los Mercados, ubicado en la proximidades de la localidad de Duratón (municipio de Sepúlveda, provincia de  Segovia, comunidad de Castilla y León, España).

## Toponimia e identificación
Según indica Ptolomeo:

Por debajo de los pelendones están los arévacos, entre los que las poblaciones son:
... Kómfloenta 11º 00' 42º 35'...
Ptol., 2, 6, 55.

La ciudad de Confluentia, según los grados ptolemaicos, estaría situada en el área arévaca occidental, entre las actuales provincias burgalesa, soriana y segoviana. Su nombre significa, probablemente, "ciudad ubicada en la confluencia de ríos y/o caminos". Esta realidad topográfica aparece en el caso del yacimiento arqueológico de Los Mercados de Duratón, situado en la confluencia de los ríos Duratón y Serrano y en el cruce de varias vías antiguas de comunicación, concretamente la vía del piedemonte del sistema Central y la vía Complutum-Clunia, así como de caminos pecuarios. Por otra parte, Ptolomeo cita en el mismo texto el conjunto de todas las ciudades arévacas en el s. II d. C. Entre ellas solo Confluentia carece de identificación segura. En este sentido, Los Mercados constituye el único yacimiento arqueológico del área arévaca occidental en el que se reconoce la presencia de un centro de tipo urbano y cuyo nombre antiguo ha permanecido desconocido. La identificación entre Confluentia y Los Mercados parece, por tanto, muy probable.

## Historia

### Época prerromana
A tenor de los escasos restos de material cerámico de la II Edad del Hierro recuperados en el lugar, el sitio de Los Mercados de Duratón quizás pudo estar ocupado en los ss. III-II a. C. por una pequeña aldea celtibérica, conclusión que ha de confirmarse en futuras investigaciones arqueológicas. En cualquier caso, la ciudad romana surgió sobre un solar no ocupado con anterioridad por una ciudad prerromana.

### Época romana

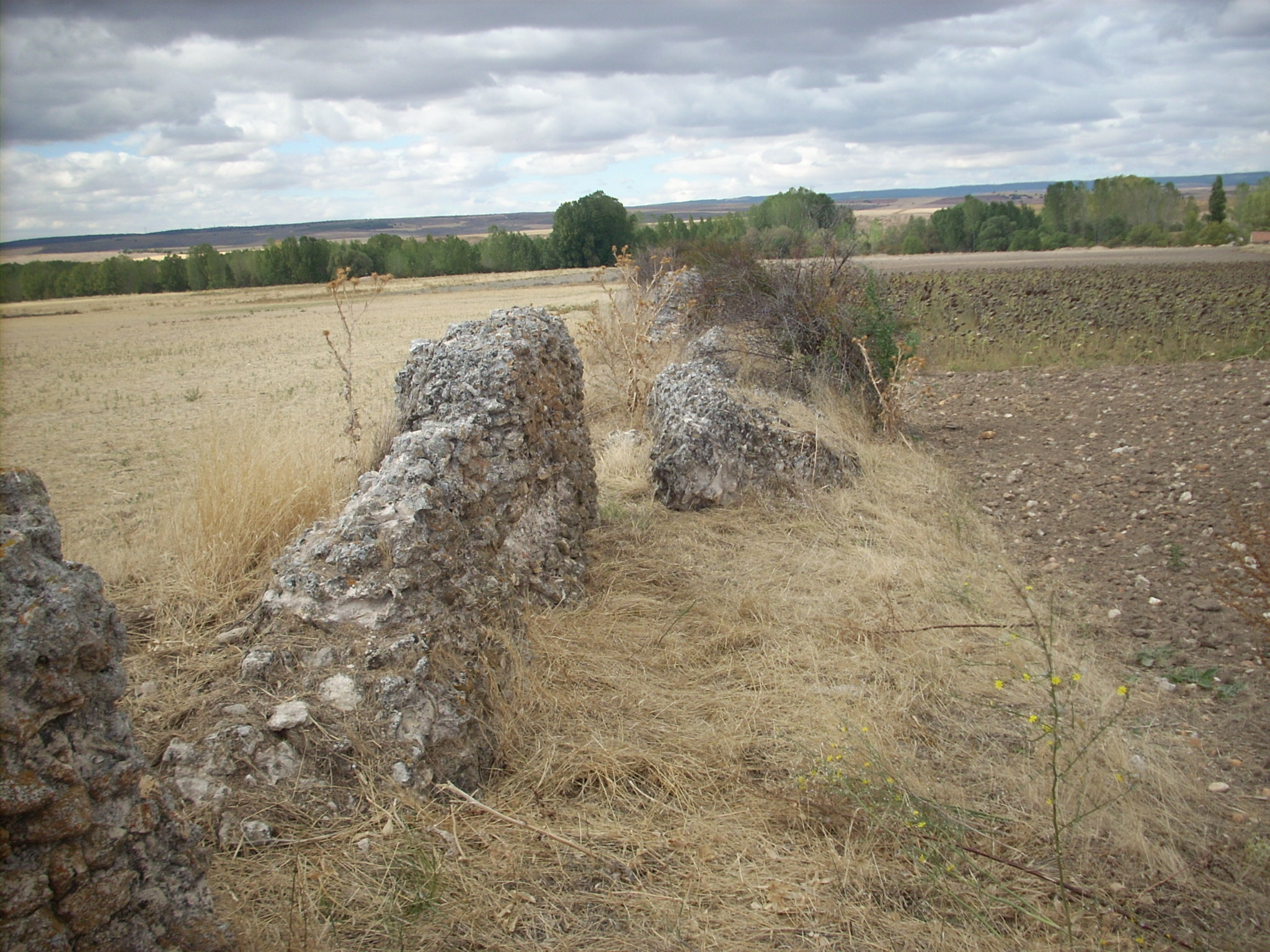
Restos del edificio de Las Paredes en Duratón.

De acuerdo con las investigaciones arqueológicas desarrolladas en el lugar, la ciudad de Confluentia debió surgir como fundación romana ex novo a inicios del s. I a. C. en el llano de Los Mercados, fruto de una decisión política romana tomada durante la IV Guerra Celtibérica (104-92 a. C.), en relación con el proceso de reestructuración territorial del área. Tras la conquista de la vecina ciudad celtibérica de Sepúlveda hacia 98 a. C. por el cónsul Tito Didio, este general y la comisión senatorial que le acompañaba debieron decidir el desalojo de esa ciudad, ubicada en una posición en altura formidable, y el traslado de sus habitantes a un nuevo asentamiento. Fue elegido un llano, en Los Mercados, con mejores opciones para garantizar la seguridad de la población recién sometida y permitir el desarrollo de un urbanismo racional, según los parámetros urbanísticos romanos. La naciente ciudad de Confluentia pronto debió absorber también la población del oppidum de Los Quemados (Carabias, Segovia) así como de centros celtibéricos menores del valle alto y medio del Duratón, que son abandonados a lo largo del s. I a. C.
Duratón se convierte desde su fundación en la capital de una civitas (unidad urbana de administración dotada de un territorio de explotación y gestión), seguramente stipendiaria (sometida a tributo), que entre los ss. I a. C. y I d. C. se desarrolla con un empuje que, fruto de los logros sociales y económicos obtenidos, permite que en época flavia, hacia 75 d. C., el gobierno romano le conceda el estatuto jurídico de municipium iuris Latii (municipio de derecho latino).
La condición de municipium para Duratón se deduce: del pequeño fragmento de lámina de bronce procedente de Los Mercados que se relaciona con una lex municipalis y el Edicto de Latinidad otorgado por Vespasiano; la mención a un sexvir en el cipo del Museo de Segovia; y la mención de un "ordo" (¿municipal?) en la inscripción del santuario de Bonus Eventus en Puente Talcano, situado junto a Sepúlveda, en el territorium de la ciudad.; Santos, Hoces y del Hoyo, 2005; Martínez Caballero, 2008, p. 193; Mangas, 2010 Las campañas de excavaciones llevadas a cabo en el yacimiento de Los Mercados de Duratón en 1948-1949 y desde 2001, aparte de una intervención de 1795 destinada a recuperar antigüedades para la Corte de Carlos III (dirigida por el arquitecto real Juan de Villanueva), han confirmado la presencia en Los Mercados de una ciudad con las características urbanísticas propias que se documentan en otros municipios de la Meseta Norte, como Tiermes, Uxama Argaela o Segovia.
Confluentia, junto con Segovia y Cauca, constituye el tercer municipio de época romana entre los que se repartían las actuales tierras de la provincia de Segovia, si bien, su territorio también incluía áreas septentrionales de la actual provincia de Madrid.
Urbanismo y arqueología
La ciudad de Duratón se ubica en una meseta situada junto a la confluencia de los ríos Duratón y Serrano. Sus restos se extienden por una superficie de entre 50 y 60 hectáreas. Pero, a pesar de constituir un Bien de Interés Cultural desde 1994, el lugar está siendo sometido a procesos irreversibles de destrucción y degradación, por actividades de expolio y el continuo laboreo del campo donde se asienta el yacimiento.
Los sondeos y excavaciones arqueológicas realizados en Los Mercados y la fotografía aérea permiten observar un entramado urbano regular, generado por ejes dispuesto según un plan ordenado. Esta planta fue resultado de la fundación ex novo de la ciudad a inicios del s. I a. C., que permitió planificar un esquema urbanístico racional y disponer de un terreno sin grandes condicionamientos topográficos.
Dentro del recinto urbano se conocen los restos de varios edificios. En la zona sur se sitúa una rampa monumental de acceso a la ciudad, excavada en 25 m de longitud y 4 m de anchura, apoyada en un muro de aterrazamiento. En la zona central se ha excavado un ambiente cuadrado, de 7 m de lado, recorrido por debajo por una cloaca o un canal urbano de un acueducto, que servía de acceso y distribuidor a un gran edificio, en el que posiblemente se deba reconocer unas termas de las que entre 1795 y 1796 se extrajeron varios mosaicos, que fueron a decorar la Casa del Ermitaño del Palacio de Aranjuez (en la actualidad se han perdido la mayor parte, aunque algún resto se conserva en el Museo Arqueológico Nacional de Madrid. En la zona suroccidental de la ciudad se conocen restos de varias viviendas romanas.
El edificio más significativo conservado en el yacimiento es el recinto de Las Paredes, donde se ha identificado un forum pecuarium-campus, situado en el extremo oriental de la ciudad. Se trata de un gran recinto cuadrado cerrado por un muro de 2,1 m de altura y de 150 m de lado. Fue construido en el s. I o II d. C. En este tipo de espacios se celebraban mercados de ganado, ferias y mercados locales de frecuencia periódica, mercados regionales estacionales, y actividades lúdicas y de esparcimiento de la ciudad, con importante componente religioso.
La mayor parte de los hallazgos procedentes de las excavaciones en el lugar se conservan en el Museo de Segovia como un torso de Apolo en mármol, el mencionado cipo inscrito con mención del sexvir o varias aras dedicadas a las Matres. También destaca el interesante conjunto epigráfico.
Territorio; Martínez Caballero, 2010

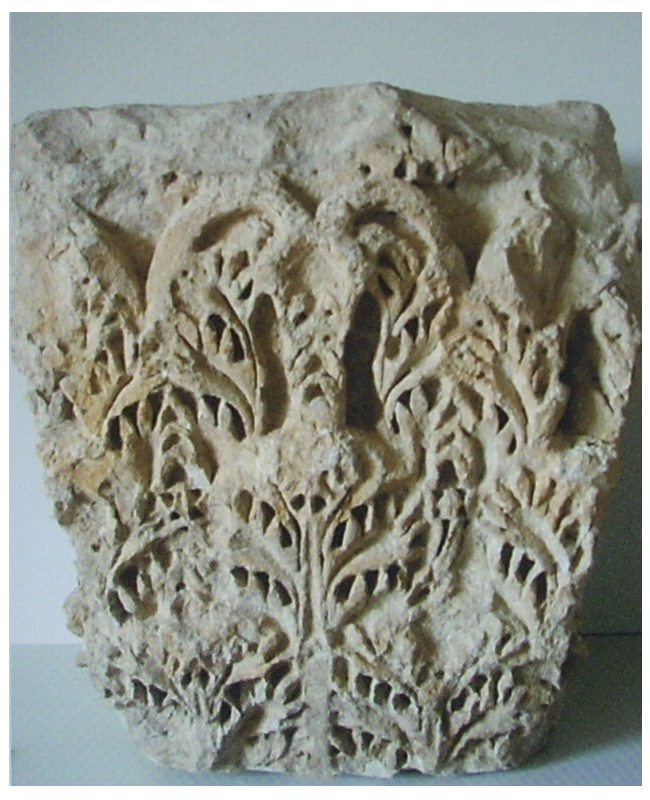
Capitel corintio (1m de alto aprox.).

Una aproximación a la delimitación del territorio de Duratón se muestra a continuación. Queda la razonable duda de asociar o no lo que se expresa como Duratón al municipium de Confluentia.
El territorio central de Duratón integró el alto valle del río Duraton, núcleo territorial original del oppidum celtibérico de Sepúlveda. Al norte, la Serrezuela  debió de constituir el punto de frontera entre el territorio de Duratón y los de Pintia (Padilla de Duero, Valladolid) al noroeste y de Rauda (Roa de Duero, Burgos) al norte y noroeste. Al Oeste de la Serrezuela, la zona de Fuente Olmo de Fuentidueña formaba parte todavía del territorio confluentiense. Los arenales situados al noroeste del Duratón, en la Tierra de Pinares, debieron constituir el punto de contacto entre los territorios de las ciudades de Duratón, Segovia y Cauca. Al Este de la Serrezuela el interluvio Riaza-Valdanzo separaba los territorios de Duratón y Segontia Lanca, y el interfluvio Riaza-Bercimuel los de Duratón y Tiermes. El límite occidental y suroccidental del territorio, colindante con el de Segovia, parece establecerse en el interfluvio de los ríos Cega y Pirón.
En cuanto al límite meridional, si este no estaba fijado en la línea de cumbres de Guadarrama, Somosierra y de la sierra de Ayllón, es viable pensar también en el control por parte de Duratón del área situada al sur del sistema Central, entre Somosierra y La Cabrera, donde el relieve pone un nuevo hito paisajístico, penetrando en esta zona: hacia el este hasta el flanco noroccidental de la sierra del Ocejón, contactando con el ámbito de Caesada (junto a Espinosa de Henares, Guadalajara); hacia el oeste hasta el alto Lozoya, para entrar en contacto con el ámbito de control suroriental de Segovia; y hacia el sur hasta contactar con el territorio de Complutum (Alcalá de Henares). El terminus augustalis de Ntra. Sra. de los Remedios de Colmenar Viejo pudo constituir el hito de delimitación de los territorios de Segovia, Complutum y Duratón, o de estos y Titulcia (el control de un territorio al sur de la Sierra por parte de Duratón supondría un claro antecedente a una situación que se constata posteriormente cuando en 1076 Alfonso VI confirmó a Sepúlveda el territorio de Buitrago del Lozoya).
Vías de comunicación
1. Vía Termes-Confluentia-Segovia. Comunicaba las ciudades ubicadas a lo largo del flanco septentrional del sistema Central, enlazando el alto Duero con las tierras extremeñas. Desde el este, tras cruzar el territorio central de Termes, la vía atravesaba la Sierra de las Cabras, para descender por el valle del Aguisejo hasta la zona de Saldaña de Ayllón y cruzar el valle del río Bercimuel hasta alcanzar Los Mercados. El trazado de la vía entre Duratón y Segovia discurría por los valles altos del Cega y del Pirón, hasta llegar a Segovia.
2. Vía Complutum-Confluentia-Rauda-Clunia. Permitía unir la Meseta Norte y la Sur. Desde Complutum (Alcalá de Henares) la vía llegaría hasta el área de Talamanca del Jarama y Torrelaguna. Desde aquí la vía se dirigiría hacia Somosierra, por el valle del Lozoya y cruzaba el sistema Central por el puerto de Somosierra (nombre que podría derivar del latino Summus, “puerto de montaña”). Ya en el valle del Duratón la vía alcanzaba Castillejo de Mesleón y Los Mercados. Parte del trazado meridional de este camino, bien entre Somosierra y Complutum, bien entre Talamanca del Jarama y Complutum, se ha de corresponder con el primer tramo de la vía Complutum-Cauca del Ravenate 312.20. Desde Duratón hacia Rauda la vía se dirigía hacia el piedemonte oriental de La Serrezuela, y continuaría hacia el norte hasta alcanzar Rauda, desde donde se dirigiría a Clunia.
3. Vía Confluentia-Segontia Lanca-Clunia. Esta vía coincide con la anterior hasta la zona de Campo de San Pedro. Desde aquí se dirigiría hacia el este, atravesaba el Riaza hasta enlazar con la cabecera del río Valdanzo, por cuyo valle descendería hasta llegar a Segontia Lanca.
4. Vía Confluentia-Segontia del Henares. Esta vía salaria unía Duratón y la importante área salinífera de Segontia del Henares (Sigüenza). Desde Segontia la vía se dirigía al valle del Riaza por el flanco sur de las Sierras de la Bodera, Bulejo, Pela y de las Cabras, donde se uniría al eje Termes-Confluentia.
5. Vía Confluentia-Cauca. Desde Los Mercados la vía atravesaba la campiña del río San Juan, hasta alcanzar Cantalejo. Desde aquí una línea de asentamientos dispuestos hacia el oeste parecen señalar el trazado de la vía, hasta llegar a Cauca.
6. Vía Confluentia-Pintia. Coincidiendo en su tramo inicial con la vía Duratón-Cauca, este camino se bifurcaría en el área de Cantalejo para dirigir un ramal al norte, descendiendo por el Duratón hasta adentrarse en territorio de Pintia.
En el valle del Duratón se cruzarán en época medieval las Cañadas reales Segoviana y Soriana Occidental, posible reflejo de caminos pecuarios de largo recorrido de época romana (incluso prerromana). La necesidad de abastecimiento de sal en el medio Duero haría del eje Segontia del Henares-Confluentia una vía de gran importancia económica.

### Época final
Es posible que Confluentia - Duratón se convirtiera solo progresivamente en una aldea a partir del s. V d. C., como consecuencia de la desestructuración general del sistema. Lo que aparece claro es que sigue ocupado hasta el s. VII al menos, durante esa etapa no conocemos con seguridad una ocupación visigoda en Sepúlveda, centro que será el núcleo principal del alto Duratón a partir del s. IX.